# Vestre Jakobselv
Vestre Jakobselv (nordsamiska: Ánnejohka, kvänska: Annijoki) är en tätort och tidigare fiskeläge i Vadsø kommun i Finnmarks fylke i norra Norge. Orten ligger utmed Europaväg 75 vid Jakobselvas utlopp i Varangerfjorden, 17 kilometer väster om kommunens centralort Vadsø.
Vestre Jakobselv hade 527 invånare i januari 2012. I tätorten finns en grundskola med omkring 100 elever. 

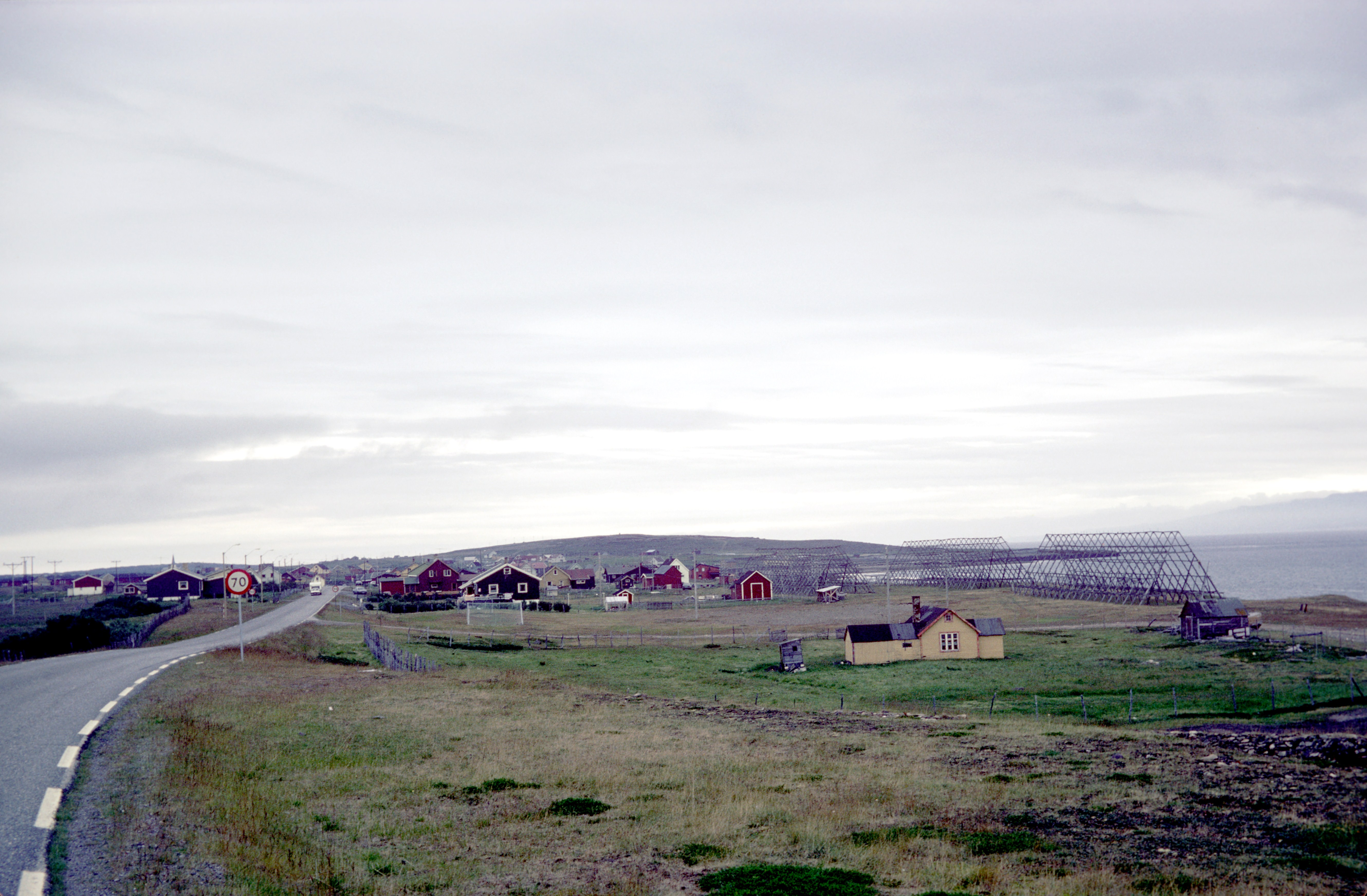
Vestre Jakobselv sedd från E75.